# Hypokopelates anetta
Hypokopelates anetta är en fjärilsart som beskrevs av Talbot 1935. Hypokopelates anetta ingår i släktet Hypokopelates och familjen juvelvingar. Inga underarter finns listade i Catalogue of Life.